# Саєниці
Саєниці (словен. Sajenice) — поселення в общині Мирна, регіон Південно-Східна Словенія, Словенія.